# Ocaina
Cet article concerne la langue ocaina. Pour le peuple ocaina, voir Ocainas.
L’ocaina est une langue witotoane parlée en Amazonie, au Pérou et en Colombie dans le bassin du Putumayo.
Au Pérou, seuls 54 des 150 Ocainas parlent la langue qui est menacée.

## Écriture
| Majuscules | A   | B    | C   | Ch   | D   | Ds   | Dy   | E   | F   | G   | H   | I    | J    | K   | L   | Ll   | M   | M̈    |
| Minuscules | a   | b    | c   | ch   | d   | ds   | dy   | e   | f   | g   | h   | i    | j    | k   | l   | ll   | m   | m̈    |
| Valeur     | /a/ | /b/  | /k/ | /tʃ/ | /d/ | /dz/ | /dʲ/ | /e/ | /ɸ/ | /ɡ/ | /ʔ/ | /i/  | /h/  | /k/ | /l/ | /dʒ/ | /m/ | /mː/ |
|            |     |      |     |      |     |      |      |     |     |     |     |      |      |     |     |      |     |      |
| Majuscules | N   | Ñ̈    | Ñ   | N̈    | O   | P    | Q    | R   | S   | Sh  | T   | Ts   | Ty   | U   | V   | X    | Y   | Z    |
| Minuscules | n   | ñ̈    | ñ   | n̈    | o   | p    | q    | r   | s   | sh  | t   | ts   | ty   | u   | v   | x    | y   | z    |
| Valeur     | /n/ | /ɲː/ | /ɲ/ | /nː/ | /o/ | /p/  | /k/  | /r/ | /s/ | /ʃ/ | /t/ | /ts/ | /tʲ/ | /ɨ/ | /β/ | /x/  | /ʒ/ | /z/  |

Les lettres k, l, q, w, i, z et d sont utilisées dans des mots d’emprunts.
Les voyelles longues  sont doublées.
L’accent aigu indique le ton haut sur la voyelle ou les voyelles d’une syllabe : ‹ á, é, í, ó, ú ›
Au Pérou, les lettres ‹ m̈, n̈, ñ̈ › peuvent aussi être écrites ‹ mw, nw, ñw › dans le Registre national d’identité et état civil.

## Phonologie

### Voyelles
|         | Antérieure  | Centrale    | Postérieure |
| ------- | ----------- | ----------- | ----------- |
| Fermée  | i [i] ĩ [ĩ] |             | ɯ [ɯ] ɯ̃ [ɯ̃] |
| Moyenne | e [e]       |             | o [o] õ [õ] |
| Ouverte |             | a [a] ã [ã] |             |

### Consonnes
|              |              | Bilabiales | Dentales | Dorsales | Dorsales | Glottales |
| ------------ | ------------ | ---------- | -------- | -------- | -------- | --------- |
| Palatales    | Vélaires     | Bilabiales | Dentales |          |          | Glottales |
| Occlusives   | Sourde       | p [p]      | t [t]    | ty [tʲ]  | k [k]    | ʔ [ʔ]     |
| Occlusives   | Sonore       | b [b]      | d [d]    | dy [dʲ]  | g [g]    |           |
| Fricative    | Sourde       | ɸ [ɸ]      | s [s]    | š [ʃ]    | x [x]    | h [h]     |
| Fricative    | Sonore       | β [β]      |          |          |          |           |
| Affriquée    | Sourde       |            | ts [t͡s]  | č [t͡ʃ]   |          |           |
| Affriquée    | Sonore       |            | dz [d͡z]  | j [d͡ʒ]   |          |           |
| Nasale       | Simple       | m [m]      | n [n]    | ny [ɲ]   |          |           |
| Nasale       | Dévoisée     | m̥ [m̥]      | n̥ [n̥]    | ɲ̥ [ɲ̥]    |          |           |
| liquide      | liquide      |            | r [r]    |          |          |           |
| Semi-voyelle | Semi-voyelle |            |          | y [j]    |          |           |